# Емет Хоксворт
Емет Хоксворт је измишљени лик у британској серији комедије ситуације Keeping Up Appearances (Значење: Одржавање угледа) којег глуми Дејвид Грифин, а први пут се појављује на почетку друге сезоне. Емет је брат Елизабет Ворден који је, после тешког развода, дошао да живи са њом, тако поставши комшија помодарке чија је основна жеља да се успне уз друштвену лествицу, Хајасинт Бакет.
Када Емет први пут долази, Хајасинт мисли да је он дошао само да покупи млеко са улаза Елизабетине куће.  Онда, превремено тумачећи неке ствари, Хајасинт закључује да је морал њиховог кварта у наглом паду ("Упозоравала сам је да не гледа Четврти канал!") и изјављује да она и Ричард морају да се преселе (на његову неверицу). Међутим, Хајасинт убрзо схвата да он свира клавир и диригује оближњем аматерском оперском друштву и даје му током целе серије недвосмислене знаке (тако што пева у његовом присуству) како би јој он дао улогу. Као последица тога, Емент постаје престрављен када год је види, у стрепњи да ће му певати. Због тога се понекад користи многим неуобичајеним начинима да избегне своју комшиницу и њен глас.
Емет се такође боје да га Хајасинт не позове на неко окупљање, од којих су најчешће њене „вечере при светлости свећа“, па развија, као већина осталих, општу ненаклоност према овој жени. Ипак, Хајасинт уопште то не схвата, јер сувише пази да га задиви својим гласом. Хајасинт мисли да се она свиђа Емету и да се сакрива од ње због срамежљивости, што код њега изазива само веће нерасположење.
Као и већина ликова, Емет се саосећа са њеним мужом Ричардом, неретко питајући се пред својом сестром „како може да живи са њом“. Еметов страх од Хајасинт даје серији известан допринос у смислу хумора. Џозефин Тјусон је изјавила у интервијуу за Би-Би-Сијеву емисију Comedy Connections да је Рој Кларк дао значајну „принову“ када је Емет дошао у другој сезони.